# Trichinella spiralis
La Trichinella spiralis è un parassita che si rinviene in tutto il mondo e su un gran numero di specie animali, tra cui i topi, i maiali e l'uomo. Esso può attaccare quasi tutte le specie di mammiferi e a volte anche specie di uccelli. È la causa della trichinellosi.

## Descrizione
La Trichinella è il più piccolo nematode conosciuto dall'uomo. 
Esso possiede un ciclo di vita inusuale: i piccoli vermi adulti maturano nell'intestino di un ospite intermedio come ad esempio un maiale. Ogni femmina adulta produce gruppi di larve vive, che passando attraverso la parete intestinale, entrano nella circolazione sanguigna (per nutrirsi) e nel sistema linfatico. Una volta localizzate grazie al flusso a livello muscolare, in pochi minuti penetrano nel tessuto muscolare striato. Una volta nel muscolo si incistano, o vengono racchiuse in una capsula.
Gli uomini possono infettarsi mangiando carne infetta di maiale o di carnivori selvatici quali volpi, gatti o orsi.
Il metodo migliore per eliminare questo piccolo verme sta nella completa cottura dell'alimento o nel congelamento protratto per oltre 37 giorni a -15 °C. Un congelamento prolungato uccide le larve.

### Ciclo vitale
Le larve incistate nei muscoli rimangono vitali per un certo periodo di tempo. Quando il tessuto muscolare viene ingerito da un essere umano, le cisti vengono digerite nello stomaco; le larve vengono rilasciate e migrano nell'intestino del soggetto per iniziare un nuovo ciclo vitale.
Le femmine vivono circa sei settimane e in questo periodo di tempo possono rilasciare delle larve. La migrazione e l'incistarsi delle larve può causare febbre, dolore e può portare persino alla morte a causa della loro capacità di mangiare tessuto vivente.

## Sintomi
Uno dei classici sintomi dell'infezione da Trichinella spiralis è una combinazione di emorragie lineari subungueali (da non confondersi con quelle tipiche dell'endocardite infettiva) e da edema periorbitale (rigonfiamento dell'occhio).
I primi sintomi possono apparire tra le 12 ore e i due giorni dopo l'ingestione di carne infetta. La migrazione dei vermi nell'epitelio intestinale può causare traumi al tessuto ospite e i prodotti di scarto che espellono possono provocare una risposta immunitaria. L'infiammazione che ne risulta può causare sintomi quali nausea, vomito, sudorazione e diarrea. Dai cinque ai sette giorni dopo la comparsa dei sintomi possono apparire edema facciale e febbre. Dopo 10 giorni possono presentarsi dolore muscolare intenso, difficoltà respiratorie, diminuzione del battito cardiaco e della pressione sanguigna, danni cardiaci e diversi disordini nervosi, portando perfino alla morte per infarto, complicazioni respiratorie o malfunzionamento renale.

## Diagnosi e cura
La biopsia muscolare viene utilizzata per individuare la causa. Diversi test immunodiagnostici sono anche possibili. Non ci sono attualmente cure soddisfacenti per la trichinellosi, anche se i sintomi possono essere alleviati dall'utilizzo di analgesici e corticosteroidi.